# Throwback Throwdown II
Throwback Throwdown II fue un evento de lucha libre profesional producido por Impact Wrestling. El cual tuvo lugar el 18 de diciembre de 2021 en el Davis Arena en Louisville, Kentucky. Es el segundo evento en la cronología Throwback Throwdown I, el primero desde 2019 y el primero en presentarse como un evento fuera de Impact One Night Only. El evento será transmitido en exclusiva a través de Impact Plus.

## Producción
El primer Throwback Throwdown fue un episodio especial de Impact! que se emitió el 26 de noviembre de 2019 y vio a luchadores interpretando personajes clásicos de los años 80 en la ficticia "Impact Provincial Wrestling Federation" (IPWF). El 20 de noviembre de 2021, durante el evento Turning Point, Impact anunció que Throwback Throwdown IIse llevaría a cabo en Davis Arena en Louisville, Kentucky el 18 de diciembre como un especial mensual de Impact Plus.

## Resultados
- Karl Anderson derrotó a Trey Miguel
- Johnny Swinger y Micky Singer derrotaron a Chris Sabin y ACH
- Rhino derrotó a Ace Austin
- Jordynne Grace derrotó a Havok
- Josh Matthews derrotó a Rohit Raju
- Jake Something derrotó a Larry D
- Deonna Purrazzo derrotó a Gia Miller
- Josh Alexander derrotó a W. Morrissey
- Madison Rayne derrotó a Savannah Evans
- Brian Myers y Matt Cardona derrotaron a Matt Cross y Madman Fulton
- Willie Mack derrotó a Doc Gallows en un North Pole Street Fight Match